# Malleastrum perrieri
Malleastrum perrieri är en tvåhjärtbladig växtart som beskrevs av J.F. Leroy. Malleastrum perrieri ingår i släktet Malleastrum och familjen Meliaceae. Inga underarter finns listade i Catalogue of Life.